# Rigidesa mecànica
Rigidesa és la resistència que ofereix un cos elàstic a ser deformat per l'acció d'una força aplicada.

## Història
La noció de rigidesa mecànica ha estat aprofitada des de temps molt antics. Estructures, armes i objectes dec tota mena han estat ideats i construïts tenint en compte la baixa flexibilitat (o alta flexibilitat) de les parts resistents que formen el conjunt. Un arc ha de ser flexible; una fletxa ha de ser relativament rígida. Considerant una peça concreta, la rigidesa depèn del material i de la forma.
La primera llei sobre l’elasticitat fou publicada per Robert Hooke.

### Llei de Hooke
El 1660 va formular l'ara anomenada llei de Hooke, que descriu com un cos elàstic s'estira de forma proporcional a la força que s'exerceix sobre ell, fet que va donar lloc a la invenció del ressort helicoidal o molla. Va descriure per primera vegada aquest descobriment a l'anagrama "ceiiinosssttuv", la solució del qual va publicar el 1678 com "Ut tensio, sic vis" que significa "Com l'extensió, així la força". El treball de Hooke sobre l'elasticitat va culminar, a efectes pràctics, en el seu desenvolupament del balanç o espiral, que per primera vegada va permetre que un rellotge portàtil mantingués el temps amb una precisió raonable. Una amarga disputa entre Hooke i Christiaan Huygens sobre la paternitat d'aquest invent havia de continuar durant segles després de la mort dels dos, però una nota datada el 23 de juny de 1670 descriu un rellotge controlat per l'equilibri a la Royal Society, va donar per bona la reclamació de Hooke.

## Introducció
La rigidesa k d'un cos que es deforma una distància δ sota una força aplicada F és
{\displaystyle k={\frac {F}{\delta }}}
En el sistema internacional, la rigidesa és típicament mesurada en newtons per metre (N/m).
Una altra definició de la rigidesa és la rigidesa a torsió kθ, bé definida d'una manera similar quan sometem a un moment de torsió M un cos elàstic i apareix un angle de rotació (o de gir)θ
{\displaystyle k_{\theta }={\frac {M}{\theta }}}
En el sistema internacional, la rigidesa a torsió és típicament mesurada en newton-metres per radians (N·m/rad).
La inversa a la rigidesa és la flexibilitat, típicament mesurada en metres per newton.

## Relació amb l'elasticitat d'un material
En sistemes unidimensionals (com per exemples en barres o bigues), el mòdul d'elasticitat pot ser entès com una mesura de la rigidesa del material.
En sòlids elàstics, la rigidesa és proporcional al mòdul d'elasticitat del material, però també depèn de les dimensions dels elements. Per exemple:
- en un element de secció constant sotmès a tracció o a compressió, la rigidesa axial és

{\displaystyle k={\frac {AE}{L}}}
on A és la secció transversal, E és el mòdul d'elasticitat, i L és la longitud de l'element.
- en una biga d'inèrcia constant en voladiu amb una càrrega puntual la rigidesa a flexió és

{\displaystyle k={\frac {3EI}{L^{3}}}}
on I és el moment d'inèrcia de la secció transversal, E és el mòdul d'elasticitat, i L és la distància entre l'encastament de la biga i el punt d'aplicació de la càrrega puntual.

## Exemples
La consideració de diversos casos concrets i, en cada cas, el seu estudi simplificat, hauria de facilitar la comprensió del tema i les seves aplicacions pràctiques.

### Arc i fletxa
L’arma formada per un arc i una fletxa és un conjunt de peces mecàniques que exemplifiquen el paper de la rigidesa de cada part.
- Un arc desencordat[4] adopta una forma de repòs que depèn de la variant considerada. Hi ha arcs gairebé rectes, arcs corbats cap endavant, arcs corbats cap enrere i arcs doblement corbats. Sense entrar en detalls, es pot considerar que, en estat de repòs, les tensions són zero.
- L’operació d’encordar un arc suposa deformar l’arc i deixar-lo en un estat de tensió prèvia mitjançant la corda. Aquesta pre-tensió permet augmentar l’energia transmesa a la fletxa (a igualtat de deformació).

Un arc ha de ser flexible però mantenint una certa rigidesa.
- Les fletxes han de ser lleugeres i rígides. Les fletxes tensades a un costat de l’arc, amb excentricitat, han de ser més rígides que les que es disparen centrades.[5]

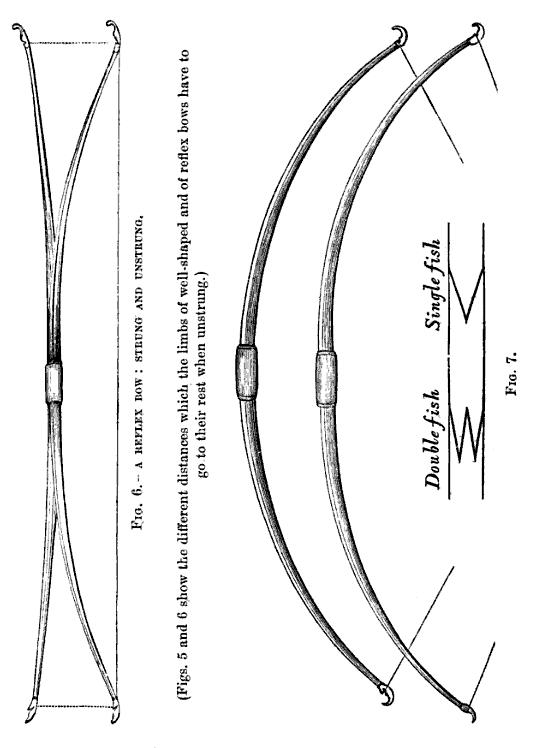
Arc reflex del segle XIX
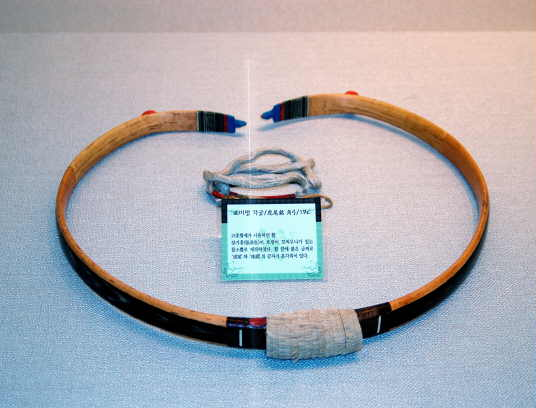
Arc coreà desencordat. La forma és gairebé circular cap endavant.
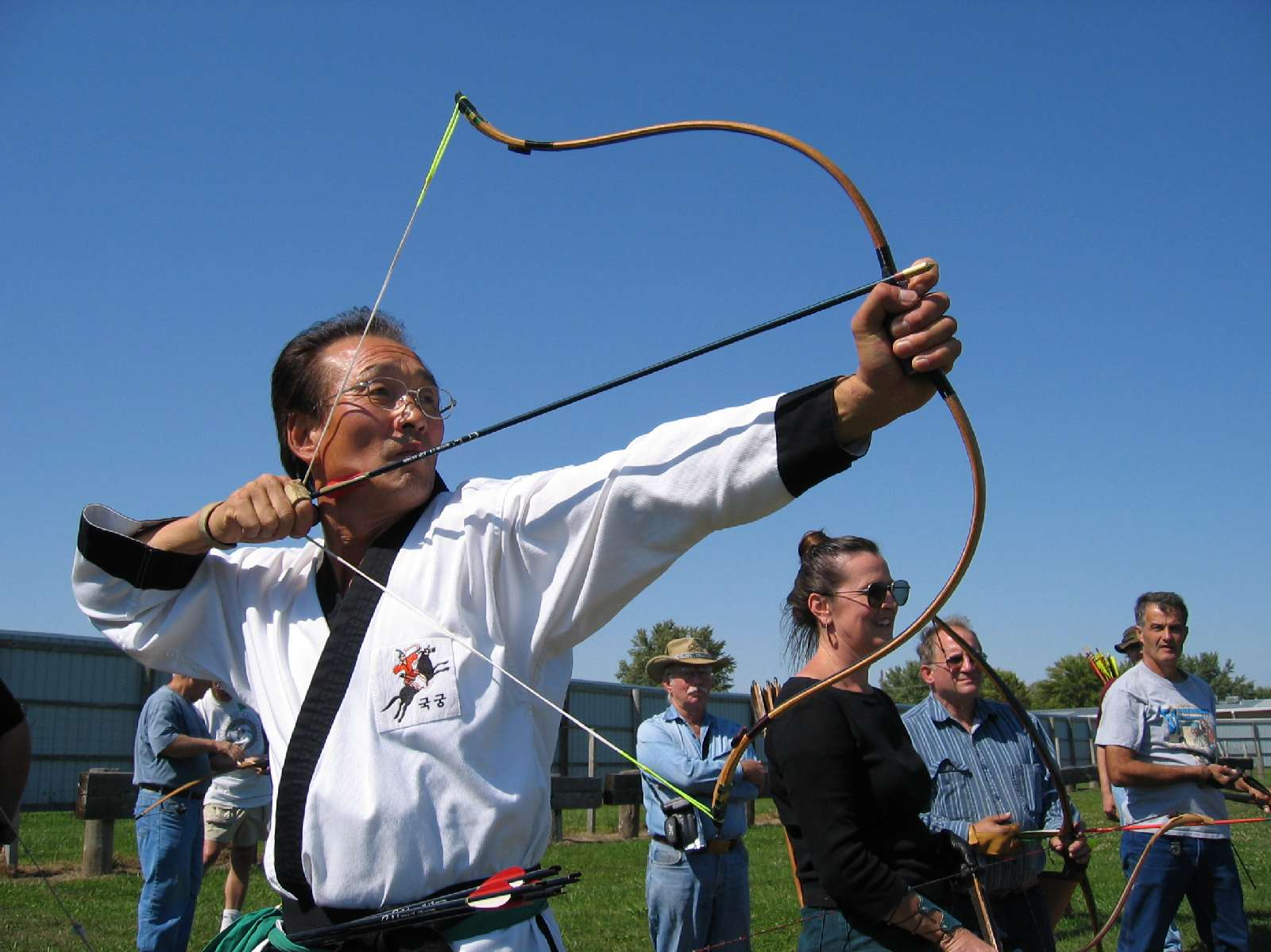
El mestre arquer Heon Kim

### Cordes
En escalada, espeleologia, salt de pont i activitats similars les cordes han de ser «flexibles». S’han d’estirar de forma elàstica abans de trencar-se.
En aplicacions nàutiques les cordes han de ser relativament «rígides» sotmeses a tracció. Una drissa o una escota que es deformés excessivament no seria adequada. Els experts parlen de cordes «pre-estirades».

### Llances
Les llances, en la seva aplicació real com a armes, necessitaven una construcció relativament rígida. Ibn Hudhayl, en la seva obra «Gala de caballeros, blasón de paladines» explicava les qualitats i defectes de les llances emprades pels cavallers andalusos. Qualitats i defectes associades amb la rigidesa i resistència d’aquelles armes. En el tractat de geneta de Tapia y Salcedo es descriuen les llances adequades.
| «                            | La lanza para las veras ha de ser de fresno , muy lijera , de 18 palmos, y el hierro de hoja de oliva, con gallardetes y cordones, los cuales en la escaramuza se atan porque suelen revolverse con los de la lanza contraria. -Para las fiestas ha de ser de pino y el hierro de mojarra , y la medida de 16 á 17 palmos , con gallardetes. -La vara larga será de fresno de 18 á 20 palmos , sin gallardete, con su hierro vaquero de cuatro esquinas ó tres , de cinco dedos de largo, y de buen maestro, y su virola de cuatro dedos cortos , y la espiga que entra en la vara de un codo , porque no se quiebre el asta facilmente . | » |
| — «Exercicios de la gineta». | |   |

### Propulsor («atlatl»)
El propulsor és una mena de palanca que permet llançar dards o javelines amb més força i precisió que quan s’empra la força simple del braç. En alguns casos els projectils són molt flexibles, fet que allarga la distància de tir.

### Columnesiobeliscs
Les columnes i obeliscs són elements arquitectònics que resisteixen forces de compressió. També han de resistir les forces del vent i, excepcionalment, les que provoquen els terratrèmols.
Des del punt de vista normal (ni científic ni tècnic) aquests elements són molt rígids, amb una deformació inexistent de forma aparent. A la pràctica les deformacions existeixen tot i ser molt petites.

Columna d’ordre jònic
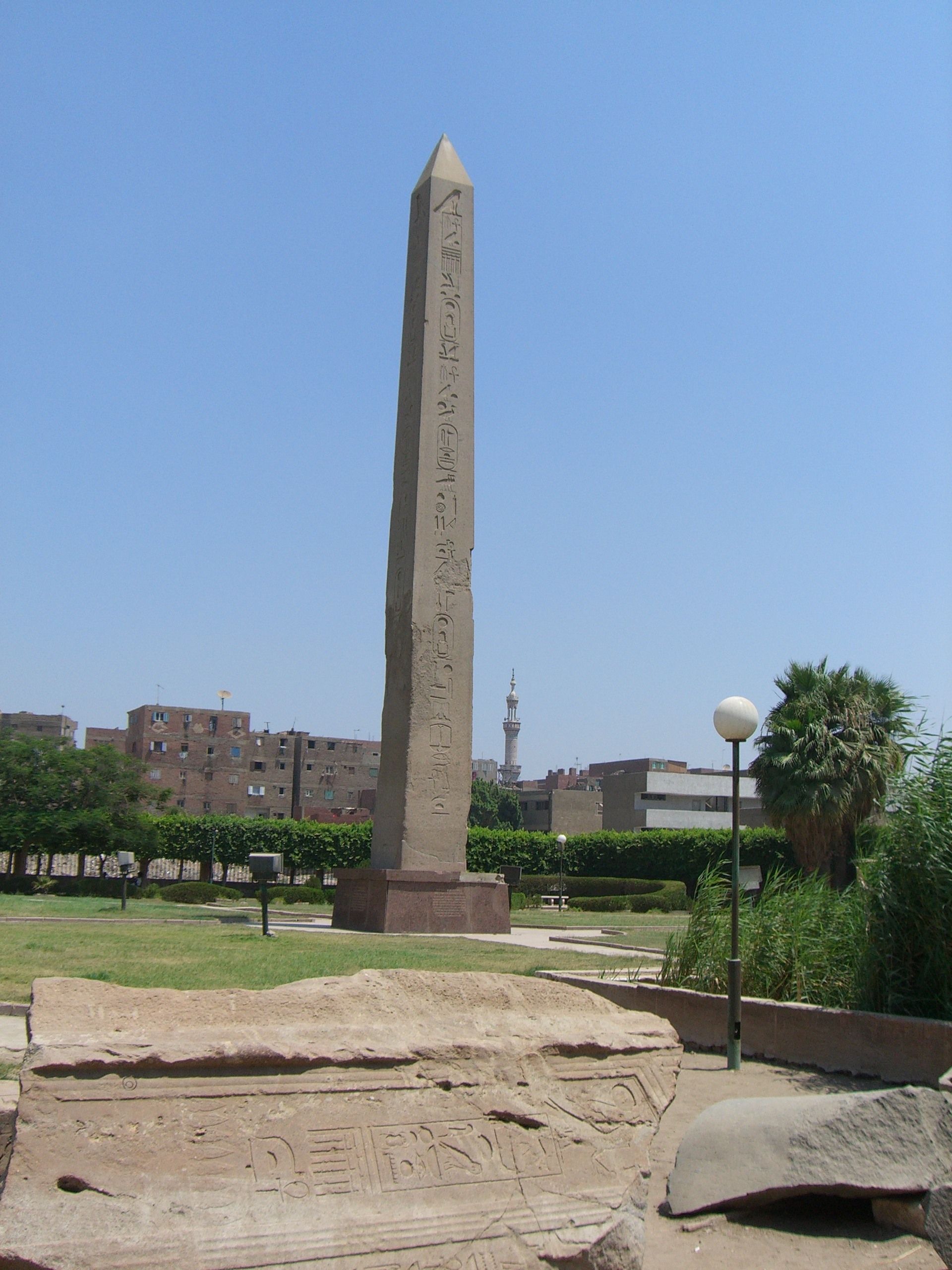
Obelisc d'Heliòpolis

### Bieles de motors de combustió interna
Les bieles dels motors de combustió interna són peces sotmeses a forces de compressió, tracció i flexió. Estan projectades per a comportar-se com a elements molt rígids, que es deformen molt poc en condicions de treball.

### Amortidor d'harmònics
El cigonyal dels motors de combustió interna pluri-cilíndrics està sotmès a acceleracions torsionals molt importants. Tot i de tractar-se d’una peça prou rígida (considerant el parell de torsió) poden produir-se condicions de ressonància a determinades velocitats de gir. Una manera pràctica de solucionar el problema, sense augmentar la rigidesa de la peça (i, per tant, el pes de la mateixa) és el muntatge d’un amortidor torsional.

### Canons d’armes de foc
En el tir de precisió cal tenir en compte la rigidesa torsional del canó. L’acceleració de la bala (des de l’estat de repòs) fins a la sortida per la boca del canó (amb una velocitat lineal i una velocitat de gir) provoca una reacció sobre el canó que provoca unes vibracions i unes deformacions sensibles que afecten la precisió del tir. Hi ha estudis que analitzen el fenomen de forma qualitativa i quantitativa.

### Pont grua

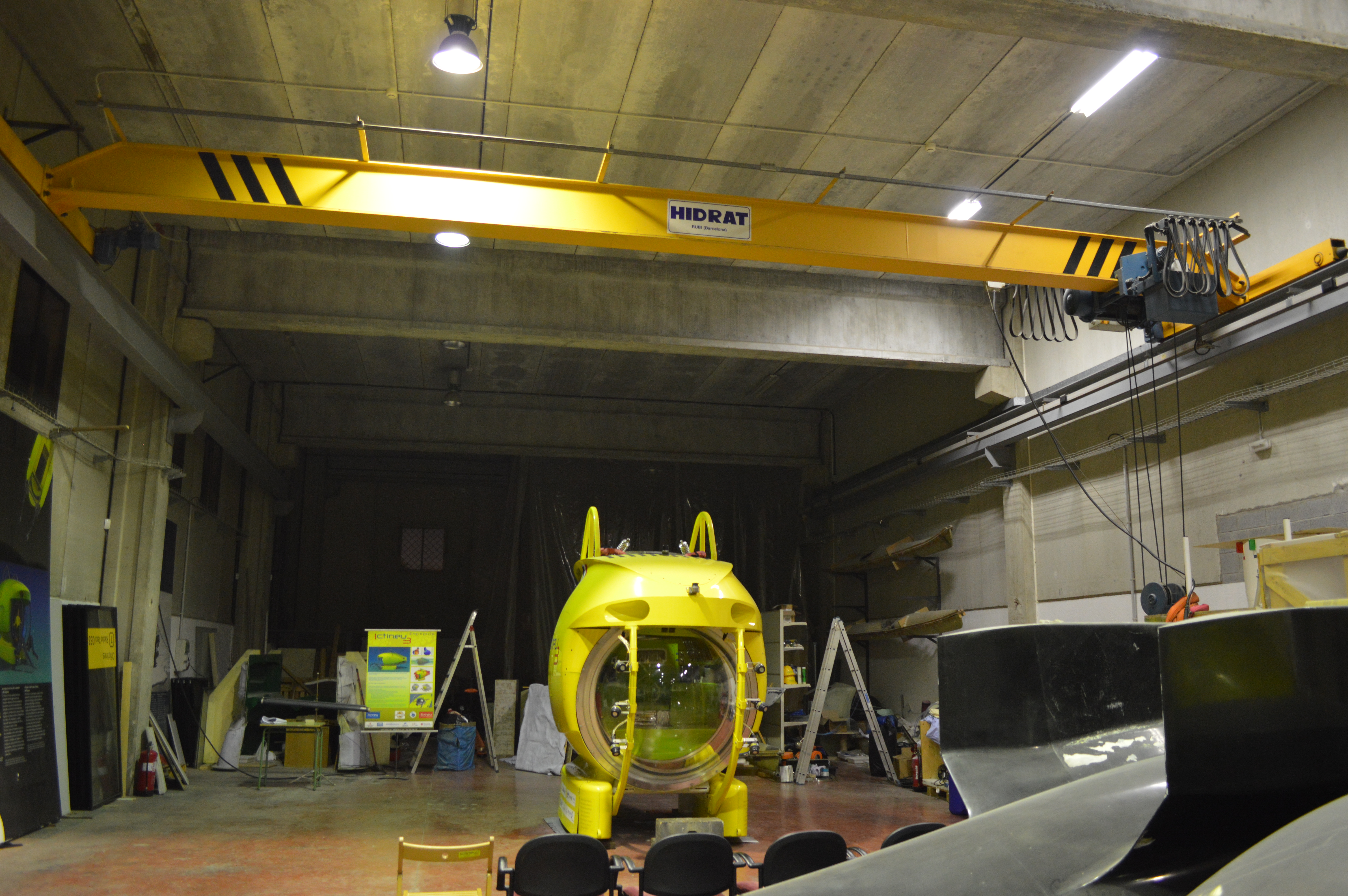
Submarí Ictineu 3 col·locat sota un pont grua

Els ponts-grua són estructures rígides des del punt de vista de persones observadores no tècniques. A la pràctica, quan la grua funciona, l’estructura es deforma elàsticament i pot parlar-se d'una fletxa mesurable. La fletxa màxima vertical (segons la norma UNE) ha de ser més petita que la llum dividida per 750.

### Suspensions basades en la rigidesa torsional
La majoria dels vehicles disposen d'elements de suspensió intercalats entre les rodes i el xassís. Molts d'aquests elements de suspensió es basen en la rigidesa torsional. Per exemple: les molles helicoidals i les molles de torsió.
Les molles helicoidals són molt usades en les suspensions davanteres. L'amortidor s'acostuma a muntar a l'interior de la molla. Les molles de torsió han estat adoptades en molts vehicles. Des de models utilitaris com els Renault 4 i 6, variants esportives com els Porsche 911 i tancs i altres vehicles militars.

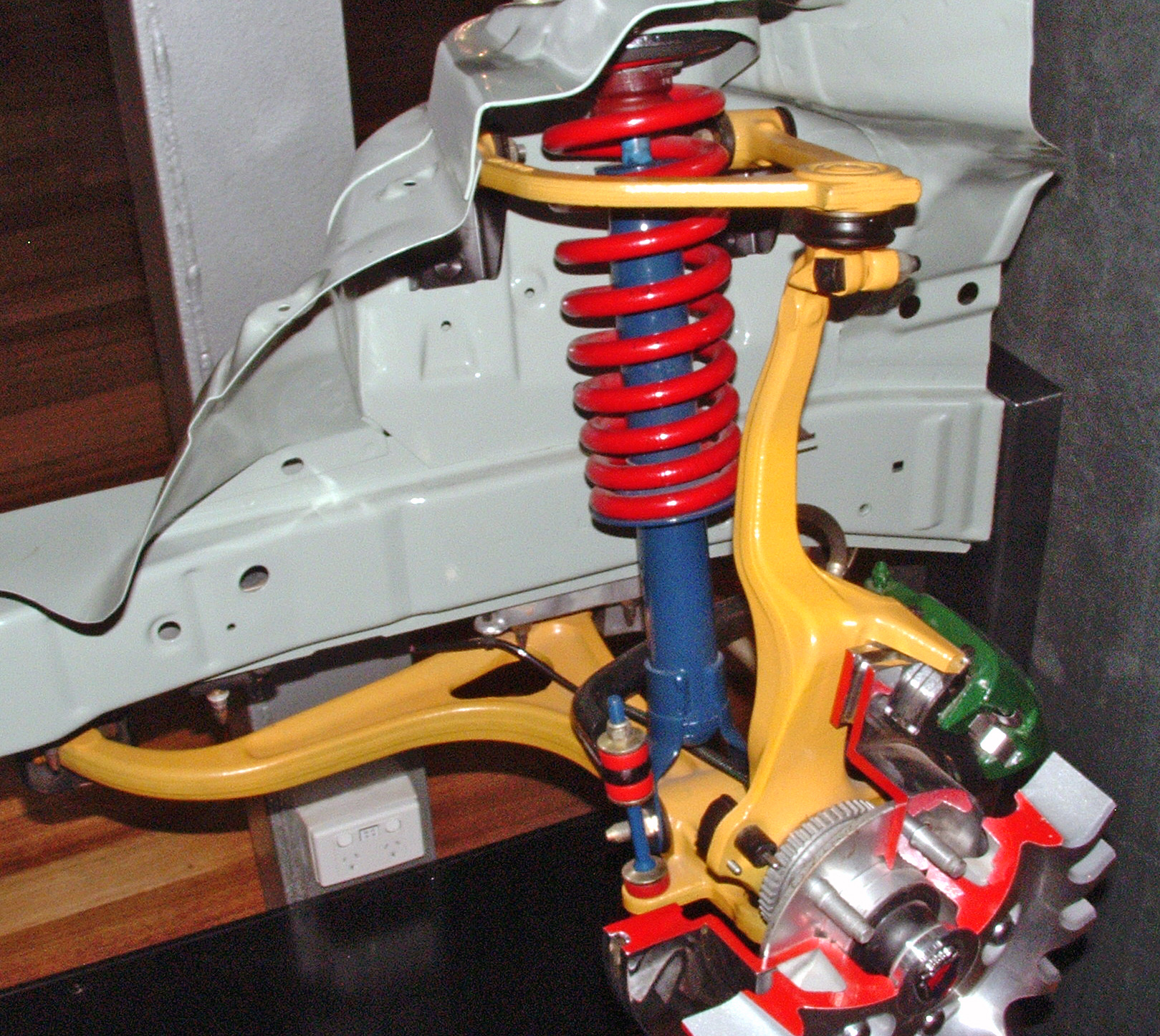
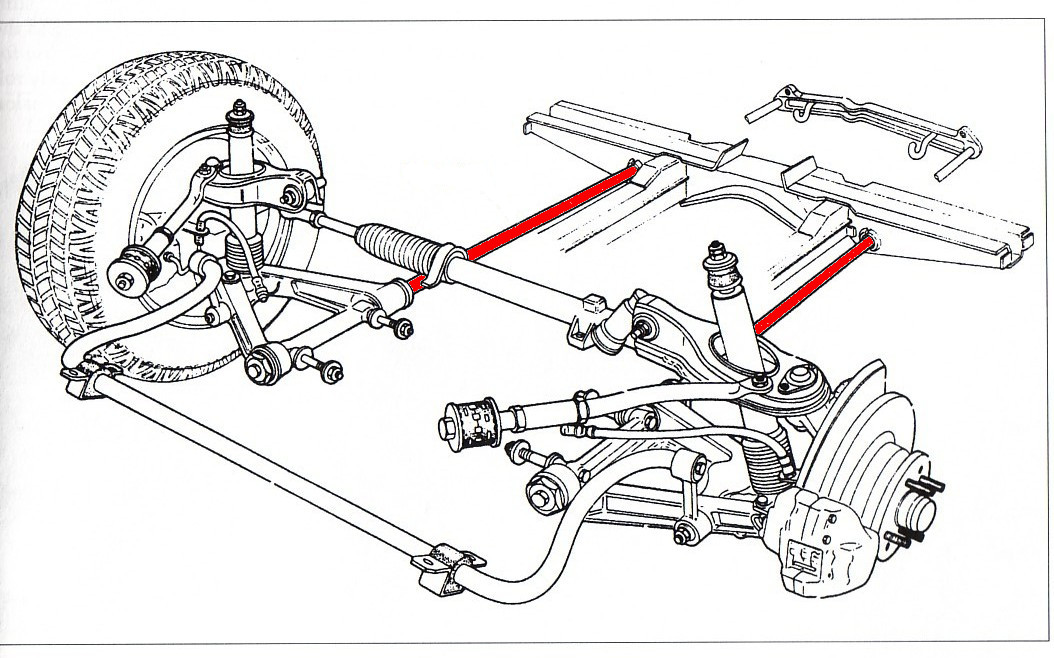
Suspensió davantera de l'Alfetta. Molles en vermell.
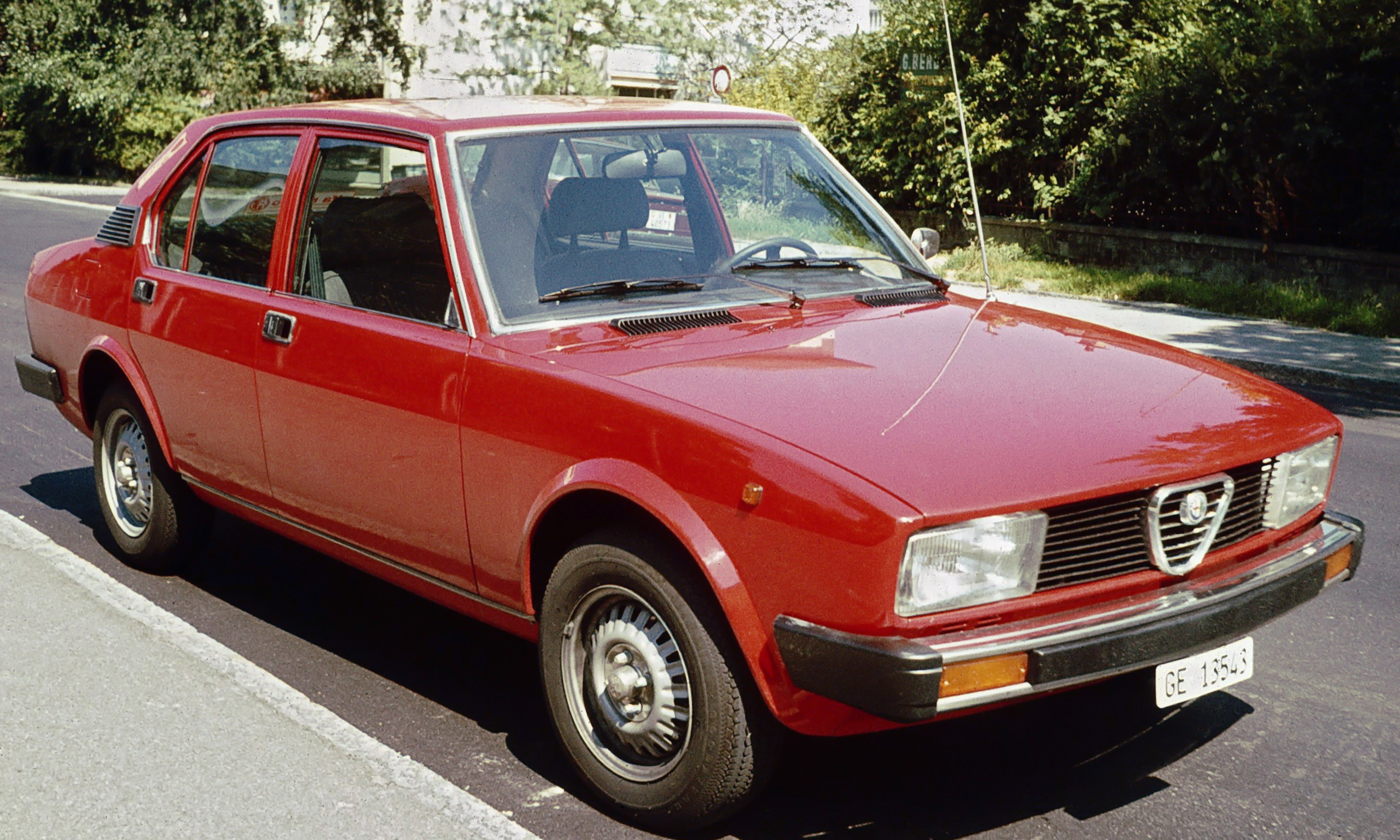
Alfetta

Entre els automòbils de competició, el Lotus 72 disposava de suspensions amb ressorts de torsió.

## Taules harmòniques
Les taules harmòniques de molts instruments són un exemple de l’equilibri entre una certa rigidesa estructural i la flexibilitat necessària per a fer la seva funció de transmetre les vibracions en forma d’ones sonores.
En els violins, violes i violoncels, la taula harmònica forma part de l’estructura de l’instrument. Aquesta funció exigeix una rigidesa notable. D’altra banda, la taula harmònica vibra, com a superfície tridimensional, i amplifica la vibració de les cordes. En guitarres i similars el paper de la taula harmònica és similar.

## Diapasó
El funcionament d’aquest instrument il·lustra les deformacions d’una barra massissa de metall. Barra prou rígida per a resistir forces exteriors notables sense deformar-se i prou flexible per a vibrar un cop copejada lleugerament.